# Eunidia mimica
Eunidia mimica är en skalbaggsart som beskrevs av Jordan 1903. Eunidia mimica ingår i släktet Eunidia och familjen långhorningar.
Artens utbredningsområde är Gabon. Inga underarter finns listade i Catalogue of Life.